# Boarmia nobilitaria
Boarmia nobilitaria är en fjärilsart som beskrevs av Swinhoe 1906. Boarmia nobilitaria ingår i släktet Boarmia och familjen mätare. Inga underarter finns listade i Catalogue of Life.